# Grofje Babonići
Grofje Babonići (Babonegi, Babonezići ) so bili hrvaška plemiška družina, ki se v virih pojavlja ob koncu 12. stoletja. Posest družine se je razprostirala po ozemlju srednjeveške Slavonije. Prvotno območje rodu je bilo v Gorički županiji.

## Babonići
Prvi član te rodbine po imenu je bil Štefan I., znan kot Babon († začetek 13. stoletja). Prvotna posest Babonićev je bila na desnem bregu Kolpe med današnjim Karlovcem in Siskom. Njihova najstarejša posest je bila Vodica pri Dubici, po kateri so jih imenovali vodiški grofje. Pozneje je bilo njihovo pomembno oporišče grad Steničnjak (danes Sjeničak), po katerem so nosili vzdevek »de Stenischnach«, imenovali pa so jih tudi goriški grofje. V času svoje največje moči so imeli v rokah območje od Kranjske do Vrbasa in od Save do Gvozda, vključno z gradovi Susedgrad in Medvedgrad v Slavoniji ter Mehovo in Kostanjevico v južni Kranjski. Babonići so eno od plemen, ki so pripadala »nobiles ultra Gozd« (plemstvo onstran Gvozda).
Rodbine Babonić oziroma Blagajski so po najdenih spisih, ki govorijo o poreklu, o katerih razpravljajo zgodovinarji Ludovic Schonleben, Nada Klaić in drugi, veljale za dediče rimske patricijske družine Ursini, natančneje dela Bobone-Orsini.
Štefanova sinova, Baboneg I. († po 1269) in Štefan II. sta leta 1217 sodeloval v križarski vojni kralja Andreja II. (1205 – 1235) in njuno delovanje je privedlo do krepitve rodbine Babonićev, predvsem po zaslugi Štefana II. ki je opravljal službo primorskega bana od 1243 do 1249. Baboneg I. je imel sinove Petra, Matijo, Jakova in Kristana, ki so prevzeli nadzor in skrb za Vodice, vidnejšo vlogo pa so imeli sinovi Štefana II., ki so obdržali goričko posest.
Leta 1241 so Babonići prejeli darovnico kralja Bele IV. (1235 – 1270), s katero so bili oproščeni plačila davkov in oproščeni banske oblasti, razlog za to pa naj bi bila njihova pomoč kralju pri njegovem umiku pred Tatari preko Zagreba na jadransko obalo. Vzpon rodbine beležimo ob koncu 13. stoletja med bojem za nasledstvo prestola med zadnjimi Arpadovići, kraljem Andrejem III.,  Benečani (1290-1301) in Anžujci, ko so Babonići izkoristili zmedo in postali poleg Bribirskih grofov najmočnejši gospodje na Hrvaškem . Takrat so se pogosto spopadali z Gisingi in Gut-Keledi, s katerimi so si izmenjevali položaj bana. Takrat sta bila bana brata Radoslav I. (1287 – 1293) in Štefan III. (1288 – 1295).  Vrhunec svoje moči dosežejo pod Štefanom IV., banom "cele Slavonije", ko se je njihova posest raztezala od Kranjske (to je od reke Kolpe) do reke Bosne (včasih Drine) in od Save do Gvozda.
12. maja 1314 so si sinovi grofa Babonega II. razdelili družinska posestva, tako da je Štefan IV. dobil zgornjeslavonske posesti okoli Steničnjaka in še nekatere kraje, Ivan I. pa je dobil južnoslavonske okoli Zrina, Radoslav II. pa dohodke od posesti ob reki Sani.
Slavonski ban Ivan I. Babonić je leta 1322 sodeloval v bitki pri Blizni proti hrvaškemu banu Mladenu II. Bribirskemu, nakar je bil imenovan za bana »cele Slavonije, Hrvaške in Dalmacije«, a je že naslednje leto izgubil položaj bana in se kmalu spopadel s kraljem Karlom I. (1301 - 1342). Ko sta se leta 1326 uprla sinova Štefana IV., Dionizij in Pavel († 1382), jim je novi slavonski ban Mikac Mihaljević odvzel njihov rodni grad Steničnjak. Leta 1328 jim je kralj odpustil nepokorščino in jim izročil grad Donja Moslavina, vendar Babonići niso nikoli več dobili svojega starega sedeža. Po padcu grofa Ivana in izgubi Steničnjaka je vodilna vloga prešla na njihove potomce, grofe Blagajske.

## Grofje Blagajski
Blagajski grofje so veja hrvaške plemiške družine Babonićev, ki je nastala v 14. stoletju. Vzdevek Blagajski (de Blagay) so dobili po svojem novem sedežu, gradu Blagaj na Sani (danes Blagaj Japra).
Glava rodu grofov Blagajskih je Dujam Babonić († ok. 1370), sin Radoslava II. Babonića. Skupaj z bratom Nikolajem III., je vladal območju Dubice, Vodic in Sane. Nikolaj III. je rešil življenje kralju Karlu I. v boju proti vlaškemu vojvodi Basarabu, zato je kralj v znak zahvale podaril Babonićem območje ob reki Uni do grada Krupe, nasproti gradu Blagaja. Nikolaj III. in Dujam so se imenovali Blagajski po lastnini Blagaj. Ker je Nikolaj III. umrl, ne da bi zapustil naslednike, velja Dujam za začetnika rodu grofov Blagajskih. Svojim sinovom Ivanu III., Nikolaju IV., Štefanu VII., Babonegu III. in Tomiju je zapustil družinska posestva, razširjena na območje Sanske županije, prost dostop do kraljevega dvora ter ugled in bogastvo. Te posesti je leta 1352 kot njihove lastne in dedne potrdil ogrski kralj Ludvik I. Anžujski (1342 – 1382) na podlagi ponarejene listine iz leta 1218. S tem dejanjem so Blagajski postali kraljevi vazali, neposredno podrejeni kroni.
Blagajski grofje so zgradili utrjene gradove Blagaj na Korani ( Blagajski stolp) in Blagaj na Sani. 
V času velikega spopada med madžarskimi in hrvaškimi fevdalci proti kraljici Mariji (1382 - 1395) in njeni materi Elizabeti so se Blagajski postavili na njihovo stran in Marijinega zaročenca Sigismunda Luksemburškega . Blagajski grofje so v 15. stoletju sodelovali v protiturških vojnah, a so se ob koncu 16. stoletja izpostavljeni osvajanju in pustošenju njihove posesti s strani Turkov; preselili na Kranjsko, kjer so bili od leta 1582 prišteti med kranjsko plemstvo. Zadnji Babonićev potomec je bil grof Ludvig Blagajski (umrl v Ljubljani 1897).
Kot plemenske rodovi Babonićev se poleg dednih Blagajskih omenjajo Ratetići, Ladikovići, Koraničanići, Hutinjani in Bonjani ( Banjani, Thallóczy ) , Godinići, Sičani, grofje Kostajniški ... in drugi.

## Bani iz rodu Babonićev
- Godimir (hrvaški ban) [navedi vir]
- Štefan II., primorski ban (1243 – 1249 )
- Štefan III., slavonski ban (1288 – 1295 )
- Štefan IV., slavonski ban (1299, 1310 – 1316 )
- Radoslav I., slavonski ban (1287-1293) )
- Ivan I., slavonski (1316-1323) in hrvaški ban (1322-1323) )